# FOXB1
FOXB1 (англ. Forkhead box B1) – білок, який кодується однойменним геном, розташованим у людей на короткому плечі 15-ї хромосоми. Довжина поліпептидного ланцюга білка становить 325 амінокислот, а молекулярна маса — 34 978.
| 10         |  | 20         |  | 30         |  | 40         |  | 50         |
| ---------- |  | ---------- |  | ---------- |  | ---------- |  | ---------- |
| MPRPGRNTYS |  | DQKPPYSYIS |  | LTAMAIQSSP |  | EKMLPLSEIY |  | KFIMDRFPYY |
| RENTQRWQNS |  | LRHNLSFNDC |  | FIKIPRRPDQ |  | PGKGSFWALH |  | PSCGDMFENG |
| SFLRRRKRFK |  | VLKSDHLAPS |  | KPADAAQYLQ |  | QQAKLRLSAL |  | AASGTHLPQM |
| PAAAYNLGGV |  | AQPSGFKHPF |  | AIENIIAREY |  | KMPGGLAFSA |  | MQPVPAAYPL |
| PNQLTTMGSS |  | LGTGWPHVYG |  | SAGMIDSATP |  | ISMASGDYSA |  | YGVPLKPLCH |
| AAGQTLPAIP |  | VPIKPTPAAV |  | PALPALPAPI |  | PTLLSNSPPS |  | LSPTSSQTAT |
| SQSSPATPSE |  | TLTSPASALH |  | SVAVH      |  |            |  |            |

A: Аланін

C: Цистеїн

D: Аспарагінова кислота

E: Глутамінова кислота

F: Фенілаланін

G: Гліцин

H: Гістидин

I: Ізолейцин

K: Лізин

L: Лейцин

M: Метіонін

N: Аспарагін

P: Пролін

Q: Глутамін

R: Аргінін

S: Серин

T: Треонін

V: Валін

W: Триптофан

Задіяний у таких біологічних процесах, як транскрипція, регуляція транскрипції. 
Білок має сайт для зв'язування з ДНК. 
Локалізований у ядрі.